# 尔康制药
尔康制药（简称：尔康制药；深交所：300267）为一家注册地和办公地位于湖南长沙的医药制造业类股份制上市公司。公司主营医药产品的研发、生产和销售；主要产品为药用甘油、药用蔗糖、药用乙醇、药用丙二醇、药用氢氧化钠等。2010年，公司销售收入40,649万元，净利润6,646万元；2011年前3季度销售额50,179万元，净利润8,721万元。公司注册地和办公地位于浏阳生物医药园。
尔康制药前身系湖南尔康制药有限公司，该公司由帅放文、曹再云共同出资组建，于2003年10月22日办理工商注册登记，成立时注册资本500万元。2010年9月30日，湖南尔康制药有限公司整体改制为股份有限公司，2010年11月8日重新办理工商注册登记，注册资本13,800万元。2011年9月27日于深交所上市交易，股票代码“尔康制药”。尔康制药按GMP标准生产，分别于2004年4月和10月两次通过GMP认证；公司目前生产30个化学原料药产品和90个药用辅料，其中硝酸银、无水碳酸钠、弱蛋白银为内地独家品种。2010年12月31日，公司总资产29,577万元，总股本为18,400万股（2011年12月27日）。2011年9月30日，公司主要创始人帅放文持股9,060.20万股（限售A股），比重占49.24%；第二大持股人为湖南帅佳投资股份有限公司，持股比重12.75%（限售A股）；第三大人为曹泽雄，持股772.37万股（限售A股）占4.20%；公司创始人曹再云持有156.44万股，占0.85%。